# Biologija u 1871.
◄◄ | ◄ | 1868. | 1869. | 1870. | 1871.  | 1872. | 1873. | 1874. | ► | ►►
Arhitektura • Astronomija • Biologija • Fotografija • Glazba • Kazalište • Kemija • Kiparstvo • Knjige • Književnost • Kršćanstvo • Meteorologija • Medicina • Planinarstvo • Politika • Pravo • Promet • Slikarstvo • Šport • Znanost • Željeznički promet
Biologija u 1871.

## Svijet

### Smrti
- Vasilj Matvijovič Černjajev, ruski i ukrajinski botaničar (* 1796.)

## Vanjske poveznice
|  | Zajednički poslužitelj ima još gradiva o temi Biologija |